# Троїцький провулок (Харків)
Троїцький провулок — провулок в Основ'янському районі Харкова. Пролягає від Павлівського майдану до Кузнечної вулиці. Троїцький провулок перетинає Кооперативну вулицю.

## Історія і назва
Заснування Подолу відносять до середини XVII століття. На місці, де Кооперативна вулиця перетинається з Троїцьким провулком, стояла Троїцька проїзна вежа. Наприкінці XVII століття тут була зведена дерев'яна церква, також названа Троїцькою.
Провулок зазнав численних перейменувань. Імовірно, первісна назва — Юрченківська вулиця. З 1804 року вона іменувалася Троїцькою, пізніше — Троїцьким провулком. У 1936 році його перейменували в провулок Політемігрантів, в пам'ять революціонерів, змушених переховуватися за кордоном від переслідувань самодержавства. В будинку № 8 розміщувався Клуб політемігрантів. У 1938 році провулок перейменували в Горійський, на честь батьківщини Йосипа Сталіна — грузинського міста Горі. В 1942 році міська управа повернула найменування Троїцький провулок. З 1943 року провулок знов звався Горійським, а з 1945 року — Троїцьким. У 1966 році провулку присвоїли ім'я Івана Дубового, радянського військового діяча, репресованого і реабілітованого по смерті Сталіна. У 2015 році у зв'язку із законом про декомунізацію провулку повернуто історичну назву — Троїцький.

## Будинки
Вхід до Троїцького провулку з Павлівського майдану проходить через арку 6-поверхового житлового будинку, далі провулок іде на південь.
- Будинок № 3 — Пам'ятка архітектури Харкова, охорон. № 341. Троїцька церква, 1857-62 роки, архітектор А. І. Под'яков.

Перша дерев'яна церква, названа Троїцькою, була зведена наприкінці XVII століття. Замість неї в 1758—1764 роках був побудований новий кам'яний храм. У 1862 році за проєктом архітектора А. І. Под'якова на цьому ж місці побудували більший храм Святої Єдиносущної та Живоначальної Трійці. В радянські часи храм був закритий і використовувався як хлібопекарня. У 1992 році храм повернули єпархії. У 2009 році була відбудована зруйнована раніше дзвіниця. З того часу Троїцька церква належить УПЦ МП.
- Будинок № 12 — Єдиний адресний реєстр міста Харкова показує цей будинок з адресою Лопатинський пров., 9. Пам'ятка архітектури Харкова, охорон. № 340. Телефонна станція, 1916 рік, архітектори А. І. Горохов і П. П. Рудаківський. В будівлі розміщується Укртелеком[4].

## Галерея

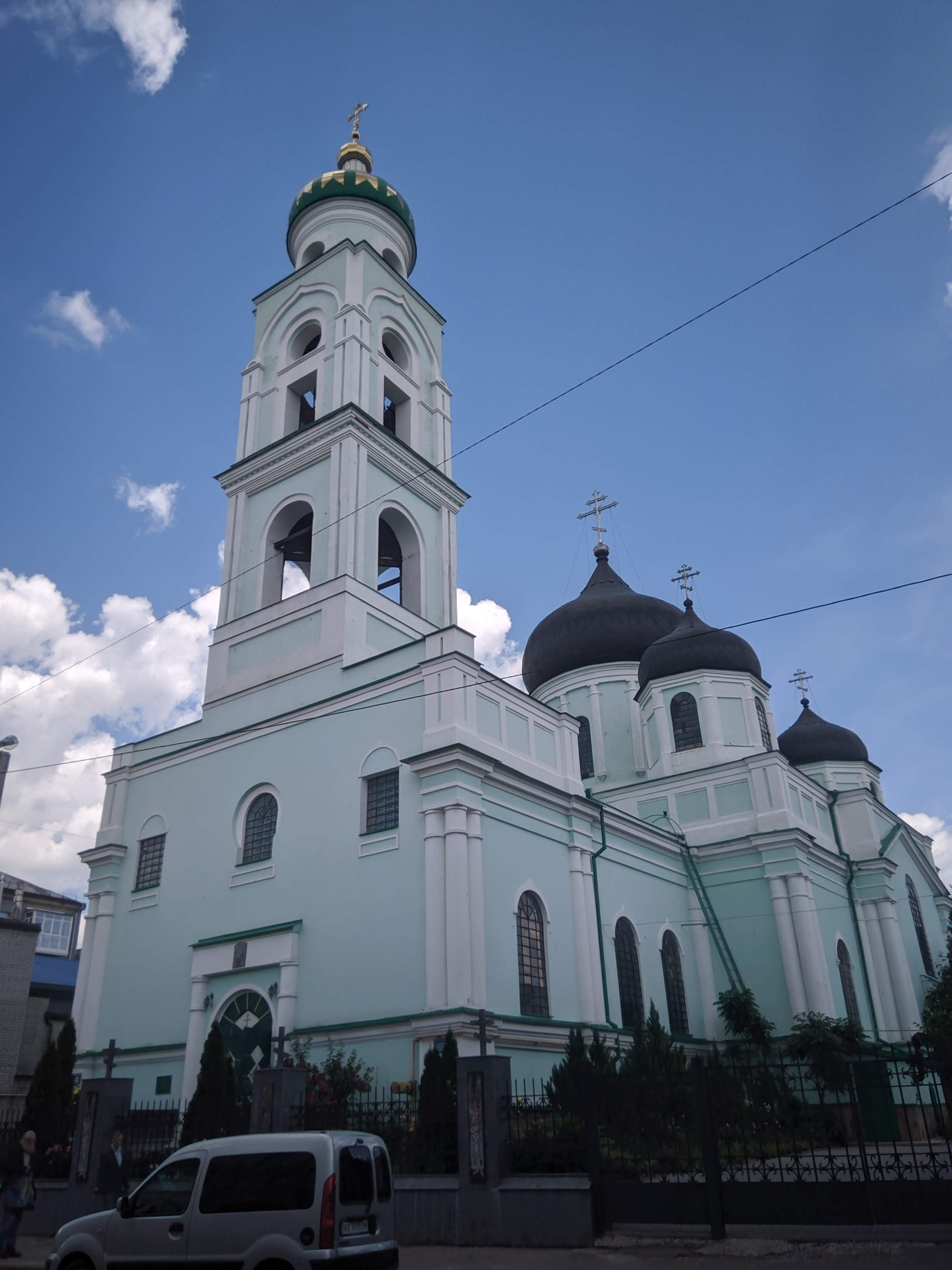
Троїцька церква (сучасний вигляд)
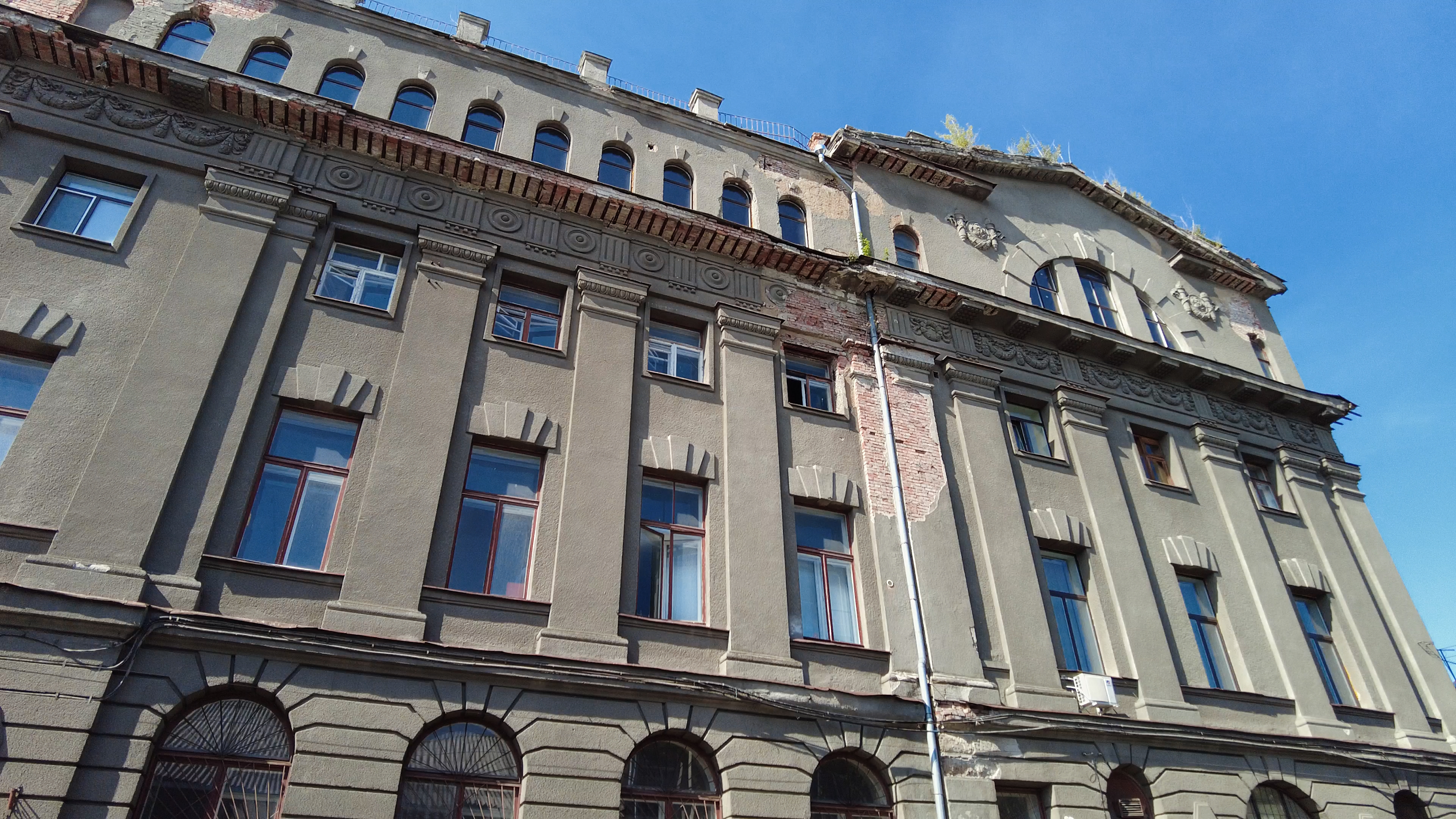
Колишня будівля АТС. №12
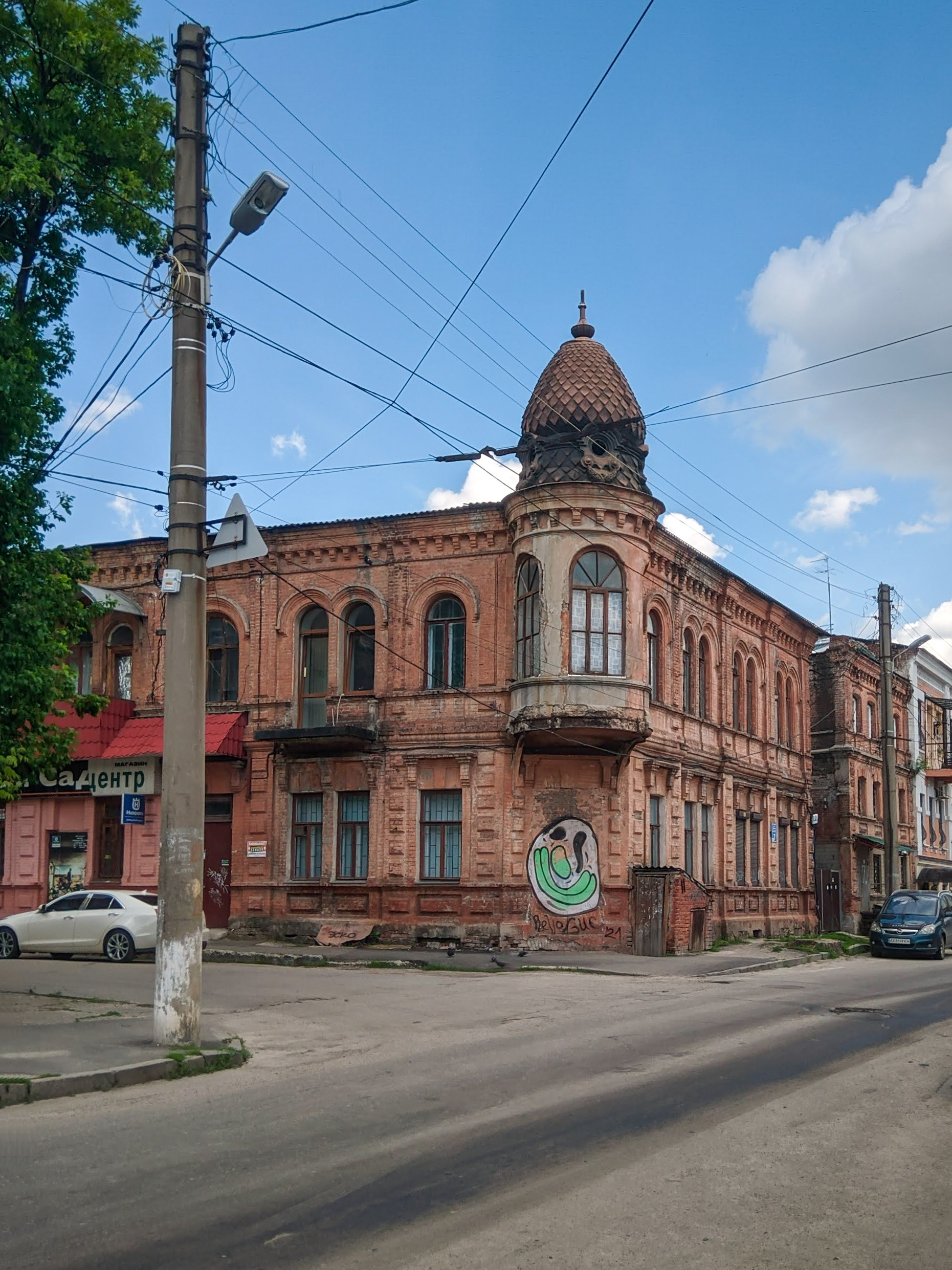
№13